# Dunnellon
Dunnellon es una ciudad ubicada en el condado de Marion en el estado estadounidense de Florida. En el Censo de 2010 tenía una población de 1733 habitantes y una densidad poblacional de 102,8 personas por km².

## Geografía
Dunnellon se encuentra ubicada en las coordenadas 29°3′21″N 82°26′23″O / 29.05583, -82.43972. Según la Oficina del Censo de los Estados Unidos, Dunnellon tiene una superficie total de 16.86 km², de la cual 16.13 km² corresponden a tierra firme y (4.35%) 0.73 km² es agua.

## Demografía
Según el censo de 2010, había 1733 personas residiendo en Dunnellon. La densidad de población era de 102,8 hab./km². De los 1733 habitantes, Dunnellon estaba compuesto por el 88.06% blancos, el 9.17% eran afroamericanos, el 0.12% eran amerindios, el 0.69% eran asiáticos, el 0% eran isleños del Pacífico, el 0.92% eran de otras razas y el 1.04% pertenecían a dos o más razas. Del total de la población el 4.96% eran hispanos o latinos de cualquier raza.